# Györgyi Marvalics-Székely
Györgyi Marvalics-Székely   (Nagykanizsa, 1 de desembre de 1924 - Budapest, 18 de juliol de 2002) fou una tiradora d'esgrima hongaresa, especialista en floret, que va competir durant la dècada de 1950.
El 1960 va prendre part en els Jocs Olímpics d'Estiu de Roma, on va guanyar la medalla de plata en la prova del floret per equips del programa d'esgrima.
En el seu palmarès també destaquen dues medalles al Campionat del món d'esgrima, de bronze el 1956 i d'or el 1959, en la prova del floret per equips.